# Campo da Mata
Le Campo da Mata est un stade de football situé à Caldas da Rainha.

## Historique

### Origines
Le stade a été construit à la base pour les activités sportives de la ville de Caldas da Rainha. Le football est majoritaire, et le Caldas Sport Clube en est le principal occupant.

## Structure et équipement
Le stade est équipé d'une pelouse d'herbe. Il possède une tribune principale, une tribune visiteur et possède un virage.

## Utilisation du stade

### Caldas Sport Clube
Le stade accueille chaque rencontres du Caldas Sport Clube. Le stade a vu accueillir de nombreuses équipes, notamment celle du Benfica, du Sporting ou encore du FC Porto. Car pendant la fin des années 1950 le club a réussi l'exploit d'atteindre la première division en football.
Ce stade est utilisé seulement par l'équipe sénior.

## Environnement et accès

### Accès au stade
Pour accéder au stade il existe différents trajets. Le stade se trouve dans le sud-est de la ville de Caldas da Rainha sur la Rua Campo da Mata. À proximité du stade se trouve la N360 qui sert de rocade tout autour de la ville.
Venant du nord par l'autoroute A8, il faut prendre la sortie Caldas da Rainha-Nord/Tornada, puis continuer par la N8 qui permet d'arriver dans la ville en plein nord et de croiser également la rocade.
Par l'ouest et par l'est il n'y a pas de tracés importants qui permettent de relier la ville de Caldas, cependant par le sud débouche l'autoroute A8 et également l'autoroute A15 qui débouche jusqu'à la ville de Santarém. Ainsi par la sortie de Gaeiras on peut parvenir à rejoindre Caldas da Rainha par le sud en faisant tout de même un petit chemin pour atteindre la N115, qui rejoint par le sud l'autoroute A15.

### Urbanisme
Le stade fut un modèle pour les anciens stades portugais.